# Variacions sobre un tema de Paganini (Brahms)

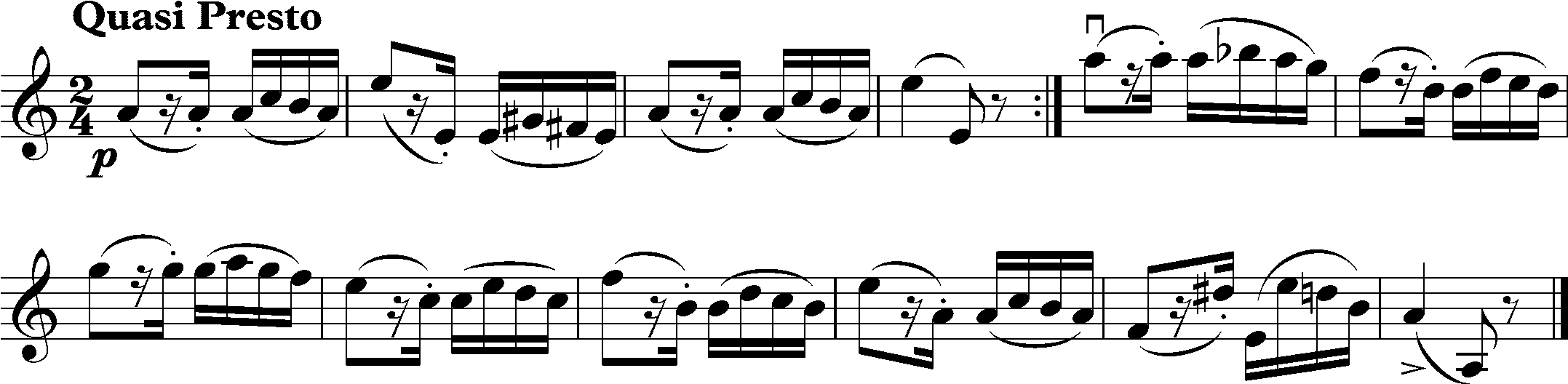
Paganini de tema

Les Variacions sobre un tema de Paganini, Op. 35, (en alemany, Variationen über ein Thema von Paganini) és una obra de Johannes Brahms per piano sol composta l'any 1863. Està basada en el Caprici núm. 24 en la menor de Niccolò Paganini.
Brahms pretenia que l'obra fos quelcom més que un conjunt de tema i variacions; cada variació també té la característica d'un estudi. El va publicar com a Studien für Klavier: Variationen über ein Thema von Paganini (Estudis per a pianoforte: Variacions sobre un tema de Paganini). És una obra sorprenentment vistosa per ser de Brahms, més pròpia de Liszt. De fet, l'obra va ser composta per a Carl Tausig, un virtuós del piano.
És coneguda per la seva profunditat emocional i els reptes tècnics per a l'intèrpret. David Dubal la descriu com a "una llegenda en la literatura de piano" i "diabòlica" "una de les obres subtilment més difícils del repertori." Clara Schumann la va anomenar Hexenvariationen (Variacions de les bruixes) a causa de la seva dificultat. Dubal cita al crític James Huneker:
«Brahms i Paganini! Quina estranya parella en un arnés? Caliban i Ariel, Júpiter i Puck. El estòlid alemany, el vibràtil italià! Tot i així guanya la fantasia, fins i tot encara que es produeixi en una tetera teutònica acollidora ... Aquestes variacions diabòliques, la darrera paraula en la literatura tècnica del piano, presenta també importants problemes espirituals. Per interpretar-la, requereix dits d'acer, un cor de lava ardent i el valor d'un lleó.»

L'obra es presenta en dos llibres. Cada llibre obre amb el tema de Paganini (Caprice núm. 24 en la menor), i li segueixen catorze variacions. La variació final de cada secció és virtuosística i culminant.